# Силистра
Силѝстра е пристанищен град на река Дунав в Североизточна България. Той е административен и стопански център на едноименните община Силистра и област Силистра. Според последното преброяване през 2021 – 2022 година Силистра е 25-и по големина с население между 30 и 40 хил. жители. По данни на ГРАО към 15 юни 2024 г. в града живеят 33 480 души по настоящ адрес и 40 236 души по постоянен адрес. Силистра е град с богата история, като забележителности тук се открояват късноантична римска гробница и турската крепост Меджиди Табия.

## География

### Местоположение
Градът е разположен в Североизточна България, т.е. в Южна Добруджа. Намира се на 427 km от българската столица София, на 404 km от Пловдив, на 141 km от Варна, на 228 km от Бургас, на 124 km от Русе, на 116 km от Разград, на 112 km от Шумен, на 90 km от Добрич, на 15 km от Кълъраш, на 148 km от Кюстенджа и на 127 km от румънската столица Букурещ. През него минава Паневропейски транспортен коридор 7.

### Административно деление
Квартали на Силистра
- 31-ви полк
- Албена
- Дунав
- Изток
- Кючук Мустафа
- Луи Айер
- Плиска
- Римска гробница
- Самолета
- Триъгълниците
- Център
- Юг

Бивши квартали
- кв. Цар Фердинанд (Карол II) – сега част от Център, до 1968 г. е село
- кв. Юрий Гагарин – сега част от ж.к. Изток
- ж.к. Никола Вапцаров – сега част от кв. Кючук Мустафа
- ж.к. Димитър Дончев – сега част от кв. 31-ви полк

Градска агломерация
Близките до Силистра села Айдемир, Калипетрово и Полковник Ламбриново, заедно с прилежащите територии и техните квартали Деленки и Татарица (Айдемир) и Ново Петрово, Карото, Дръстър и Младост (Калипетрово), функционирайки като едно цяло, образуват градската агломерация. Тя достига площ от над 65 km² и население между 45 и 50 хил. жители.

### Климат
Климатът на община Силистра се характеризира с умереноконтинентален характер и попада в крайдунавската климатична подобласт. Характерно за този район е горещото лято, ранното настъпване на пролетта и силното застудяване през зимата. Абсолютната минимална температура достига −32 °C, а максималната до 40,4 °C (през 1927 година). Средногодишната температура на въздуха е 11,6 °C. Устойчивото задържане на температурата на въздуха над 10 °C започва през първата десетдневка на април и продължава до края на октомври – около 200 дни.
Валежите в района са неравномерно разпределени и недостатъчни, като най-големи количества падат през пролетните и ранните летни месеци, а най-малко – през зимата. Средногодишното количество е 547 mm/m², което е под средното за страната. Снежната покривка се задържа 50 – 60 дни с дебелина 16 – 30 cm.
Преобладаващите ветрове имат югозападна посока. Дните с мъгли са средно 26 в годината.

### Води
Част от селищата на община Силистра са разположени по поречието на река Дунав. Анализът на водите на реката показва, че са годни за къпане, спорт и туризъм и се числят към ІІІ категория. Водоснабдяването на населението от общината се изпълнява от фирма „Водоснабдяване и канализация“ ООД, като водоизточниците са помпажни води от кладенци тип „Раней“.

### Флора и фауна
На 16 km западно от Силистра и на 2 km южно от Дунав се намира биосферен резерват Сребърна.

## История

### Древност и Античност
Счита се, че градът е основан от траките. След това Римската империя превзема града и основава античния Дуросторум през 106 г., когато по нареждане на император Траян на територията на днешния град е настанена една от елитните римски военни единици – ХІ Клавдиев легион. Това е началото на една забележителна и славна история. През 169 година императорът философ Марк Аврелий обявява Дуросторум за самоуправляващ се римски град – муниципиум. Между II и VI век Дуросторум е главен фортпост на империята срещу варварите. Тук е роден „спасителят на Рим“, наричан още „последният римлянин“ Флавий Аеций. Тук през 303 – 307 година постигат мъченическа смърт 12 светци, превърнали се във фундамент на християнството в българските земи.
През 1987 година в центъра на античния град е разкрита църква, която веднага след това е почти изцяло унищожена, без да бъде изследвана. Представлява трикорабна сграда, строена в края на IV век. Предполага се, че в нея първоначално се съхраняват мощите на местния мъченик Дазий Доростолски.
През VI в. император Юстиниан I обновява стените на града и той продължава да бъде един от големите градове – крепости в Източната Римска империя – Византия. През VII век, при император Ираклий и император Фока градът допълнително е укрепен. Дуросторум преживява славянските нашествия, макар че част от населението емигрира на юг от Стара планина, друга част от населението на града обаче оцелява и след втората половина на VII в. е включен в пределите на Българската държава, създадена от Аспарух. Местното население на Дуросторум, състоящо се от романизирани траки, с елинизирано название Доростолон, се смесва с прабългарите и славяните, като градът започва да се нарича със славянизирания вариант на старото име – Дръстър. В следващите години и векове Доростол/Дръстър не един път е превземан от Византия и възвръщан на България отново.

### Българско средновековие
През епохата на Първото българско царство при хан Омуртаг в Дръстър е изграден Дунавският дворец на българските ханове, в който през 896 – 897 година се установява самият цар Симеон Велики. През 870 г. епископ Николай издига в града катедрална базилика, построена на лобното място на Емилиян Доростолски. През 927 година градът става резиденция на първия български патриарх Дамян и остава такава до 971 г. В края на Х век Източните Балкани са опустошени от войните между България, Византия и Киевска Рус, като Доростол е завладян, разрушен и повторно съграден от Йоан Цимисхий. Названието му е променено на Теодорополис в чест на Теодор Стратилат и между ХІ и ХІІ век градът е административен център на Византийското Подунавие. Пръв стратег на района с център Дръстър е
Леон Саракинопул. През 1032 или 1036 печенегите опустошават и разрушават Дръстър и селищата в района на днешните Цар Асен, Скала и Одърци. Проучванията показват, че до края на XI в. присъствието на византийски гарнизон, администрация и майстори занаятчии не е променило съществено етническата картина, а още по-малко културното равнище на това смесено население. През Второто българско царство градът си връща старото име и е митрополитска резиденция и столица на Теодор Светослав и Иванко Тертер.

### Под османска власт
След турското завоюване (1388 г.) градът е силно укрепен и се превръща в столица на Силистренски вилает. Вилает Силистра включвал североизточната част на днешна България, както и територии от други 4 съвременни държави: Северна Добруджа от Румъния, а също региони от Украйна и Молдова – Буджак (Южна Бесарабия до Бендери) и Едисан (Южно Приднестровие от Одеса до Балта), или почти целия владян от османците черноморски бряг между Истанбул и Кримското ханство, включително всички брегови градове между Варна и Очаков.
Център на управлението била Силистра – най-важната османска крепост на Дунав и процъфтяващ град под османско управление. Българските градове Силистра, Русчук (Русе), Шумен и Варна образували силен крепостен четириъгълник.
През Руско-турската война от 1828 – 1829 година градът е превзет от Русия и остава под нейна окупация до 1833 година. Руснаците започват строежа на църква, която остава недовършена, както и на нови укрепления, които разрушават при оттеглянето си.
Според свидетелства на посетили града през 1858 година американски мисионери, той има 20 хиляди жители и е ограден с висока 4,5 до 6 m и оборудвана с артилерия крепостна стена и ров.
През 1877 г. той е обсаден от руснаците и отстъпен на България.

### След Освобождението и под румънска власт
След края на Руско-турската война населението на Силистренски окръг запазва смесения си характер, като се наблюдава изселническа вълна на местни турци през периода 1889 – 1891 г.
След неуспешната за България Междусъюзническа война Силистра е отстъпена на Румъния съгласно Букурещкия договор през 1913 г. Според запазените писмени свидетелства, под името окръг Дуростор, областта представлява един от най-занемарените в Кралство Румъния райони, а населението живее в постоянен страх. Регистрирани са многобройни нападения, опити за самоуправство и побои от страна на румънски колонисти над жители на окръга. През 1924 г. в Силистра са арестувани няколко български гимназисти по обвинение за разпространяване на комунистическа литература, в което е намерен мотив за затварянето на българската гимназия в града.

### Втора световна война и комунизъм
През 1940 г., по силата на Крайовската спогодба, Силистра е върната отново на България.
На 8 септември 1944 година Червената армия нахлува в България през Силистра, превръщайки крайдунавския град в първия български град, където влизат съветските окупационни войски. По-късно същия месец Съветската армия окупира цяла България, а в нощта на 8 срещу 9 септември 1944 г. воденият от комунистите Отечествен фронт завзема властта в страната и с това полага основите на бъдещото тоталитарно управление. За статута на Силистра като първия български град окупиран от СССР напомня издигнатият в миналото паметник на Съветската армия - каменен постамент, върху който е поставен съветски танк Т-34, поставен в центъра на града.
През 1944 – 1945 г., когато България преминава на страната на Съюзниците, в боевете срещу хитлеристите при Драва, Мур и в Австрия се сражава в състава на Първа българска армия, героичния Тридесет и първи пехотен силистренски полк, съвместно с Трети украински фронт на Съветската армия, на който български армейски полк гарнизон е Силистра.
През социализма Силистра израства като развит индустриално-селскостопански град, както повечето в Добруджа.

### Силистра днес
След падането на комунистическия режим през 1989 г., Силистра, както и останалата част от България, преминава през труден преходен период. Икономическата нестабилност, политическите промени и социалните предизвикателства са характерни за този етап. Въпреки трудностите, започват да се появяват първите признаци на демократизация и либерализация.
През този период Силистра започва да се стабилизира икономически. Инвестициите в инфраструктурата и местния бизнес нарастват, което води до подобряване на жизнения стандарт на населението. Туризмът също започва да играе важна роля в местната икономика, благодарение на богатото историческо и културно наследство на града.
Присъединяването на България към Европейския съюз през 2007 г. има значително положително въздействие върху Силистра. Финансирането по европейски програми подпомага развитието на инфраструктурата, образованието и здравеопазването. Градът става все по-привлекателен за инвеститори и туристи.

На 1 януари 2025 г. България и Румъния официално влизат в Шенгенското пространство и по суша, което на практика вдига бариерите между жителите на двете страни от региона, за първи път от подписването на Крайовската спогодба през 1940 г., и възвръщането на града и цяла Южна Добруджа обратно към България. Това събитие има значителни последици за Силистра, която се намира на границата с Румъния. Свободното движение на хора и стоки между двете страни улеснява търговията и туризма, което допълнително стимулира икономическото развитие на региона. Градът става още по-достъпен и привлекателен за посетители и инвеститори.
- Сградата на Дома на техниката в Силистра, известна още като бившия Пионерски дом.
- Старинна сграда в Силистра от времето на румънския окупационен режим
- Общинското предприятие "Обреди" в центъра на града
- Художествената галерия в центъра на Силистра
- Градският часовник на Силистра, разположен върху кулата на Художествената галерия
- Паметна плоча на Христо Кръстев

### Хронология
- 105 – 106 г. – В тракийското селище Дуросторум е настанен XI Клавдиев легион със задача да охранява голяма част от Дунавската равнина и границата на Римската империя
- 106 – 169 г. – Дуросторум е укрепен военен лагер на около който възниква цивилно селище (канабе)
- 169 – 176 г. При император Марк Аврелий укрепеният с крепост лагер и прилежащото му селище прераства в град. На гражданите му са дадени граждански права.
- II в. – Възниква гр. Тутракан с римското име Трансмариска.
- 238 г. – Дуросторум е нападнат от племето 'карпи'. Жителите му са ограбени, а част от тях са отведени в робство.
- 294 г. – На път за Сирмиум (на изток) император Диоклециан посещава Дуросторум.
- 303 г. – На път за Никомедия (връщайки се от изтока към Рим) император Диоклециан наново се отбива в Дуросторум.
- 302 – 304 г. – Крепостта на Дуросторум е възстановена и допълнена с нови елементи.
- 304 г. – Император Диоклециан отново идва в Дуросторум. Оттук командва възстановителните работи по римските крепостни укрепления в басейна на Долен Дунав.
- 366 – 369 г. – Във връзка с т.нар. Първа Готска война император Валент пребивава в Дуросторум.
- 376 г. – Голяма група готи със съгласието на император Валент преминават река Дунав при Дуросторум на път към Тракия, където имат намерение да се заселят.
- 388 г. – Дуросторум става седалище на епископия
- 396 г. – В Дуросторум се ражда един от големите римски пълководци Аеций
- IV – VI в. – Тутракан е селище от градски тип.
- 527 – 565 г. – По време на управлението на император Юстиниан I е възстановена крепостната стена на Доростол.
- 586 г. – Аварите превземат Доростол. Градът не е разрушен и продължава да бъде важен военен център на маневрите на византийската войска в района на Долен Дунав.
- 593 г. – Византийския стратег Проскос приема Доростол за резиденция на своите войски в действията срещу славяните
- края на VI в. – Властта на Византия над областта на Долни Дунав се превръща във фикция. Много знатни жители на Доростол се преселват в областта Анкона (Южна Италия).
- края на VII в.– Доростол (след това Дръстър) е вече владение на Първата Българска държава.
- 895 г. – В силната българска крепост Дръстър, цар Симеон I намира убежище от пълчищата на маджарите.
- 927 г. – Митрополитът на гр. Дръстър е провъзгласен за пръв патриарх на България.
- 969 г. – Дръстър е превзет от войските на киевския княз Светослав I.
- 972 г. – Княз Светослав е обсаден в Дръстър от войските на византийския император Йоан Цимисхий.
- 976 – 1000 г. – Доростол е владение и често е седалище на Цар Самуил.
- 1001 г. – Градът отново е завзет от византийците.
- XI в. – Във времето на византийското владичество Дръстър е административен и военен център на византийската област Подунавие, простираща се от морето до река Тимок. Тук е и седалището на областния управител.
- 80-те г. на XI в. – Дръстър е център на размирици и брожения на печенези, узи и други племена.
- 1088 г. – Градът е превзет от войските на византийския император Алексий Комнин. Византийската власт е възстановена в края на 90-те г. на XI век.
- 1153 г. – В географските съчинения на арабския пътешественик Идриси, Дръстър е описан като 'град, чиито улици са широки, пазарите богати и многолюдни, а хората заможни и живеещи в изобилие'.
- 1186 г. – Дръстър заедно с цяла Североизточна България, преминава във владение на Втората българска държава.
- 1278 г. – В крепостта Пристрия (Дръстър) е обсаден почти за година от войските на византийския пълководец Михаил Глава българският цар Ивайло.
- 1388 г. – Крепостта Таракан (Тутракан) пада под османска власт. Цар Шишман е принуден да предаде на турците града и крепостта Дръстър, което общо надминавало всички негови градове и крепости, както по големина, така и по великолепието на постройките, богатството на жителите и по своята силна крепост.
- 1391 – 1393 г. – Дръстър отново е владение на Цар Иван Шишман.
- XV – XVII в. – Силистра е административен и търговски център на едноименен санджак простиращ се до Айтос и Търново – трети по големина в българските земи
- 1418 – 1420 г. – Въстание на шейх Бедреддин Симави. Обхваща Добруджа и Силистра.
- 1636 г. – През Силистра минава полският дворянин Освиенцим в свитата на кралския пратеник Георги Красинки, която пътува за Цариград. Оставя богато описание на града.
- 1652 г. – Силистра е посетена от турския пътешественик Евлия Челеби, който описва града.
- 1678 г. – Умира големият дубровнишки дипломат Николо Бона, затворен в силистренската крепост след неуспешни преговори с турците.
- края на XVII в. – В Силистра се ражда Партений Павлович.
- 1773 г. – Силистренската крепост е обградена от руски войски под командването на фелдмаршал Пьотър Румянцев.
- 1773 г. – Руският пълководец Александър Суворов на два пъти превзема Тутракан
- началото на XIX в. – В Силистра се ражда кап. Никола Филиповски, ръководител на въстание в 1855 г.
- 1809 г. – Силистренската крепост е обсадена от руски войски под командването на княз Багратион.
- 1810 г. – Силистра е превзета от руските войски.
- 1811 г. – В Силистра отново влизат руски войски – на ген. М. И. Кутузов. В боевете участват и много български доброволци.
- 1829 г. – След 44-дневна обсада силистренската крепост е превзета от войските на ген. Дибич-Забалкански. До 1836 г. Силистра остава руско владение. Комендант и кмет на града е капитан Георги Мамарчев.
- 1830 г. – В Силистра престоява три месеца украинският учен Юрий Венелин. Извън стените на крепостта се създава български квартал 'Волна', населен с бежанци от селата и завърнали се от Влашко и Бесарабия българи.
- 1834 г. – В Силистра се ражда Гено А. Чолаков, съратник на В. Левски, водач на национално-революционните борби на българите в Силистренския край.
- 1836 г. – Руските войски напускат Силистра. Скоро след това е възстановена властта на турците.
- 1837 г. – Силистра е посетена от турския султан Махмуд II. В свитата на султана пътува немският офицер Ф. Мелтке, оставил сведения за града.
- 1848 г. – Българите от квартал 'Волна' откриват свое българско училище.
- 1839 – 1853 г. – Изградена е последната турска крепост на Силистра и укрепителен пояс от фортове и редути, от които днес е запазена крепостта 'Меджиди табия'.
- 1853 г. – Турците изгарят българския квартал 'Волна'.
- 1854 г. – По време на Кримската война руски войски под командването на фелдмаршал Паскевич обсаждат силистренската крепост. В обсадата участва и великият руски писател Лев Толстой.
- 1854 г. – при Тутракан се водят руско-турски сражения и градът е превзет от руските войски
- 1858 г. – В Силистра се отделя от гръцкото училище и обособява като самостоятелно българско училище.
- средата на XIX в. – Тутракан е вече град.
- 1862 г. – Построена е българската църква „Св. св. Петър и Павел“. Поставя се началото на организираната борба на българите против гръцкия владика Дионисий. В Тутракан се открива българско светско училище.
- 1864 – 1866 г. – В града учителства учителят-реформатор и революционер Тодор Пеев.
- 1867 г. – Край Тутракан минава четата на Панайот Хитов със знаменосец В. Левски.
- 1870 г. – Основано е девическото училище в Силистра от учителката революционер Евлампия Векилова, съратничка на В. Левски. В Силистра учителства големият възрожденски обществен деец и просветител Сава Доброплодни, който основава първото читалище и театрално дружество в града. Съратник на В. Левски.
- 1871 г. – Българите в Силистра се готвят за въстание. Филип Тотю става военен ръководител на въстанието.
- 1872 г. – Силистра е посетена от големия унгарски пътешественик Феликс Каниц.
- 1873 г. – В Тутракан е основано читалище „Възраждане“
- 1876 г. – Четата на войводата Таньо Стоянов минава Дунава.
- 1878 г. – Турските войски организирано напускат Силистренската крепост.
- 1885 г. – Основано е дружество на Червения кръст.
- 1886 г. – В града се основава сценично дружество „Деятел“ със задача да съдейства за развитието на сценичното изкуство в България.
- 1887 г. – Бунт на капитан Кръстев в Силистра против Стамболово-Радославовския режим.
- 1893 г. – Работници-шивачи при фабриканта З. Якобсон и Сие, банкер и търговец, обявяват стачка, която завършва успешно.
- 1894 г. – Основано работническо дружество от Васил Нейчев, Донко Анчев и Александър Митанов.
- 1896 г. – Роден Дочо Михайлов.
- 1897 г. – Стачка на 40 души от различни занаятчийски работилници.
- 1902 г. – Основано е Общо работническо дружество.
- 1903 г. – Организиран сарашко-табашки синдикат с 33 члена
- 1910 г. – Година на стачки – на кожарските работници, на металоработниците и на печатарите.
- 1911 г. – Стачка на обущарските работници.
- 1902 – 1912 г. – Откриват се: котларска фабика, мелница в Силистра, мелница на Харалампи Джамджиев в Кулфарата.
- 1912 г. – Започва Балканската война. Масова мобилизация.
- 1913 г. – Начало на Междусъюзническата война. Първа национална катастрофа за България при Фердинанд I. Румъния се намесва във войната и окупира Южна Добруджа. Съгласно Букурещкия договор Цяла Южна Добруджа до (в т.ч.) Тутракан минават под румънско владичество. Започва масова емиграция. Силистренската гимназия се премества в Свищов, а от есента на 1916 г. в Ловеч.
- 1914 г. – Румънският парламент гласува закон с който се отнема земята и собствеността от онези, които нямат пълни документи за собственост и по една-трета от тези които имат всички документи. Започва Първата световна война.
- 1916 г. – Масово и принудително разселване на жители от селата в района и прогресивни фамилии от града във вътрешността на Румъния. Начало на войната между България и Румъния. След голямо военно сражение край Тутракан градът минава в български ръце.
- 1917 г. – Образуват се повсеместно комитети 'Народно движение за присъединяване на цяла Добруджа към България'. По характер националистическо. Първи събор на движението в Бабадаг. Протест на жените против войната. Гимназията се завръща от Ловеч в Силистра.
- 1918 г. – Подписан е Букурещкият мир според който Южна Добруджа се дава на България в Северна се установява кондоминиум на съюзниците (съвместно управление). Окупация на Южна Добруджа от войските на Антантата (Съглашението) съгласно Ньойския 'мирен' договор.
- 1918 – 1919 г. – Връщане на румънската администрация, полиция и войска.
- 1919 г. – В Южна Добруджа върлува бандитизъм.
- 1920 г. – Парламентарни избори в Румъния. Коста Стоев е избран за депутат. Васил Патронов изгражда Българско културно общество.
- 1922 г. – Изграждат се работнически синдикати с общ синдикален съвет.
- 1926 – 1932 г. – Прилагането на закона „За организиране на нова Добруджа“ – отнемане на земята на собствениците и колонизация на района с румънци и куцовласи. Жесток терор.
- 1924 г. – Румънската власт поставя синдикатите вън от закона.
- 1932 г. – Ученическа стачка в Българската гимназия в Силистра.
- 1935 г. – Стачка на работниците от оризищата край Дунава начело с Тодор Бонев.
- 1937 г. – Създаден е Синдикат на зидарите.
- 1939 г. – Стачка на строителните работници от строежа на казармите.
- 1940 г. – Подписана е Крайовската спогодба. Южна Добруджа окончателно се връща в България. Българските войски навлизат в Силистра и Тутракан.
- 1944 г. – Съветската армия нахлува в България през Силистра и окупира България.
- 1999 г. – При последната административна реформа Силистра става областен център на едноименната област Силистра.
- 2025 г. – България и Румъния официално завършват своето присъединяване към Шенгенското пространство.

## Население

### Численост на населението
Численост на населението според преброяванията през годините:
| \| Година на преброяване \| Численост \| \| --------------------- \| --------- \| \| 1880 \| 10 642 \| \| 1887 \| 11 415 \| \| 1910 \| 11 046 \| \| 1934 \| 15 159 \| \| 1946 \| 16 142 \| \| 1956 \| 20 350 \| \| 1965 \| 32 996 \| \| 1975 \| 58 197 \| \| 1985 \| 53 522 \| \| 1992 \| 48 360 \| \| 2001 \| 41 952 \| \| 2011 \| 35 607 \| \| 2021 \| 28 466 \| |           |
| Година на преброяване | Численост |
| 1880 | 10 642    |
| 1887 | 11 415    |
| 1910 | 11 046    |
| 1934 | 15 159    |
| 1946 | 16 142    |
| 1956 | 20 350    |
| 1965 | 32 996    |
| 1975 | 58 197    |
| 1985 | 53 522    |
| 1992 | 48 360    |
| 2001 | 41 952    |
| 2011 | 35 607    |
| 2021 | 28 466    |

Долната таблица показва изменението на населението на града в периода от 1887 година до 2009 година.
| Силистра | Силистра | Силистра | Силистра | Силистра | Силистра | Силистра | Силистра | Силистра | Силистра | Силистра | Силистра | Силистра | Силистра |
| --- | -------- | -------- | -------- | -------- | -------- | -------- | -------- | -------- | -------- | -------- | -------- | -------- | -------- |
| Година | 1887     | 1910     | 1934     | 1945     | 1956     | 1965     | 1975     | 1985     | 1992     | 2001     | 2005     | 2007     | 2009     |
| Население | 11 415   | 11 046   | 15 159   | 15 951   | 20 350   | 33 019   | 58 197   | 53 619   | 48 360   | 42 153   | 39 358   | 38 733   | 37 837   |
| Източници: Национален статистически институт, Citypopulation.de, Pop-stat.mashke.org и Географски институт при БАН |          |          |          |          |          |          |          |          |          |          |          |          |          |

### Религия и етнически състав
По-голямата част от населението на гр. Силистра се състои от православни християни.
В Силистра също така се изповядва ислямската религия в двете ѝ течения – сунитското и шиитското. Сунитите от гр. Силистра са били собственици на 17 джамии в миналото. Към 2014 г. са останали две – Куршумлу джамия и Новата джамия.

## Политика

### Кмет
През периода от 1995 г. до 1996 г. кмет на града е д-р Петър Илиев.
През периода от януари 1997 г. до 1999 г. кмет на града е д-р Георги Панов.
Кмет на град Силистра за периода от 1999 г. до 10 ноември 2011 г. е инж. Иво Андонов.
Кмет на град Силистра за периода от ноември 2011 г. до октомври 2023 г. е д-р Юлиян Найденов.
Кмет на град Силистра от ноември 2023 г. е Александър Сабанов. 

### Чуждестранни представителства
Градът е седалище на консулства от следните държави:
- Румъния, почетно консулство

### Побратимени градове
| Град | Държава                                                                                          |
| --- | ------------------------------------------------------------------------------------------------ |
| Велес Дунауйварош Кетъринг Кикинда Кълъраш Лесковац Люлебургаз Промисао Ржев Сакурагава Слобозия Хмелницки | Северна Македония Унгария САЩ Сърбия Румъния Сърбия Турция Бразилия Русия Япония Румъния Украйна |

## Икономика и инфрастуктура

### Характеристика
В град Силистра в днешно време няма много големи заводи. Градът е бил силно индустриализиран, но след 2000 г. много от големите предприятия са разпродадени или затворени. Световната икономическа криза през 2009 г. също оказва влияние върху икономиката и най-вече на големите предприятия в града – съкратени са много работници. През 2011 г. е затворен най-големият месопреработвателен комбинат в областта „Меком“ АД поради огромни дългове към банките.
Работещите предприятия през 2011 г. са:
- „Актуал“ – производство на колбаси
- „Оливия“ – месокомбинат
- „Мебели Димов“ – производство на мебели
- „Силома“ – производство на металорежещи машини
- „Хром“ – бойлери, неръждаеми предмети
- „ЗММ Стомана“ – металообработване
- „Първи май“ – растениевъдство
- „Брамак“ – производство на бетонови керемиди и капаци и внос на материали за покривни системи.
- „Соларпро“ – производство на соларни панели
- „Лесилмаш – 98“ – фазери
- „Фазерлес“ – производство на фазери
- „Каумет“ – производство на каучукови изделия
- „Тукай“ – производство на водопроводни връзки и т.н.
- „Пролайн“ – производство на ПВЦ профили за прозорци и врати
- „ТПК Добруджанка“ – шивашко предприятие
- „Дунав“ – производство на маркови костюми
- „Оргтехника“ АД – дълги години е единствен в България и един от малкото в Източна Европа производители на електронни калкулатори и средства за копиране и размножаване. Днес „Оргтехника“ АД е един от водещите производители на електронно – изчислителна и регистрираща техника и фискални устройства – касови и таксиметрови апарати, фискални и линейни принтери, механични конструкции, пластмасови детайли и др.
- „Еликом“ – най-големият български производител на пълна гама електронни везни. Фирмата произвежда везни с капацитет от 3 kg до 80 тона, етикетни принтери, касови апарати, фискални принтери и таксиметрови апарати.
- „Каладан-Аракис“ – производство на пресни плодове, както и на сушени плодове и зеленчуци във фабриката си в с. Паисиево.

В основата на местната икономика са земеделието, машиностроенето, текстилът, обзавеждането, хранителни продукти и тухларството. През 2009 г. в Силистра е открит първия мол наречен S&S Mall впоследствие преименуван на Central Park Shopping Center. В този мол има магазини на: Triumph, Tendenz, dm-drogerie markt. В Силистра има и няколко големи хипермаркета на веригите: Kaufland, „Лидл“, Технополис, TeMAX, JYSK.
Първият търговски център тип мол в Силистра S&S Mall отваря врати на 20 май 2009 г. Той се намира в центъра на Силистра непосредствено до Дунавския парк. Понастоящем се казва Central Park Shopping Center. В града има открит и ритейл парк с големи търговски площи. Намира се в развиваща се търговска зона, в непосредствена близост до хипермаркети на LIDL и Технополис.

### Машиностроене и електротехника
И днес в Силистра са развити отраслите машиностроене и електротехника, но далеч от някогашния си капацитет. Така в областния център работи познатото от миналото предприятие за касови апарати и електронни везни „Оргтехника“. Във фирмата сега са заети 200 души, докато в миналото тя е осигурявала хляб на около 3200. Промишлената визитка на Силистра се допълва от машиностроителните предприятия „Силома“ (която произвежда лентоотрезни машини), ЗММ „Стомана“ (за производство на дървообработващи машини), „ТРАНСКОМ-1“ ООД (производство на метални конструкции; възли, агрегати и резервни части за селскостопански машини). Освен тях сред водещите фирми както в община Силистра, така и на областно равнище се класира „Фазерлес“ – предприятие за производство на дървесно-влакнести плочи както за мебелната промишленост, така и за опаковки. Фирмата е и един от големите работодатели в областта със своите 389 работници. „Хром“ АД е единственият производител в България на умивалници и съдове от неръждаема стомана.

### Хранителна и текстилна промишленост
Други развити отрасли са хранително-вкусовата и текстилната промишленост, Едно от предприятията е „Сушилнята за плодове и зеленчуци“ на „Каладан-Аракис“ в с. Паисиево, общ. Дулово, в която се преработват плодове и зеленчуци от цяла Североизточна България. Със силни позиции в хранително-вкусовата промишленост на региона е и мелницата „Първи май“, както и „Зърнени храни“ АД. По данни на областния управител двете фирми кредитират земеделието на региона с много повече средства от тези, отпуснати от Държавен фонд „Земеделие“. Друг представител на текстилния бранш в общината е „Дунав“ АД, която произвежда дамски костюми главно за Германия, Ирландия и Холандия. Както и на други места в страната, така и тук шивашките предприятия съществуват преди всичко чрез поръчки на ишлеме. Такъв е примерът с „Латин клуб“ ООД – създадена с гръцки капитали, която произвежда основно за Гърция и Италия. С износ за Германия и Италия се издържа и ТПК за инвалиди „Добруджанка“. Популярното в миналото предприятие „Камъшит“ в областния център днес е разделено на три – „Камъшит 98“ произвежда кожена галантерия, „Камъшит керамика“ – керамични изделия, а „Камъшит ракита“ – популярните плетени мебели от ракита.

### Транспорт

#### Автобусен транспорт
Градски линии и връзки със селата:
- № 1 – ж.к. Триъгълниците, ж.к. Изток, Център, Автогара
- № 2 – кв. Татарица, Айдемир, Деленки, Меком, Албена, Стара автогара, Янко Тодоров, ДАП, Римска гробница
- № 2А – кв. Татарица, Айдемир, Деленки, Меком, Албена, Стара автогара, Капитан Кръстев, ДАП, Римска гробница
- № 5 – Римска гробница, ДАП, Янко Тодоров, Стара автогара, Албена, Кауфланд, Учителски институт, Актуал, Волга, ТКЗС, Калипетрово Център, Железарска, ЖП гара Калипетрово
- № 5А – пл. Съединение, Стара автогара, Албена, Кауфланд, Учителски институт, Актуал, Волга, ТКЗС, Калипетрово Център
- № 6 – Център, Албена, Стара автогара, Янко Тодоров, ДАП, ж.к. Изток, ж.к. Триъгълниците, Римска гробница, Оргтехника, Гробищен парк
- № 20 – Римска гробница, ДАП, Янко Тодоров, Стара автогара, Албена, с. Професор Иширково
- № 22 – Римска гробница, ж.к. Триъгълниците, ж.к. Изток, ДАП, Янко Тодоров, Стара автогара, Албена, Деленки, Айдемир, с. Сребърна, с. Ветрен
- № 23 – Автогара, Стара автогара, Янко Тодоров, ДАП, Хмелницки, Чевермето, с. Срацимир, с. Българка
- № 25 – Римска гробница, ДАП, Янко Тодоров, Стара автогара, Албена, Кауфланд, с. Бабук, с. Ценович, с. Казимир
- № 33 – Автогара, Албена, Стара автогара, Янко Тодоров, ДАП, ж.к. Триъгълниците, с. Богорово, с. Главан, с. Поп Кралево

Междуградски линии:
От Автогара Силистра има ежедневни автобусни връзки със столицата София и градовете в източната част на страната, а също и до Турция.

#### Железопътен транспорт
Железопътната линия до Силистра е открита на 2 септември 1974 г., когато е завършен последният участък от линията Алфатар-Силистра (част от Самуил-Силистра). По същото време е открита и силистренската жп гара. Линията Самуил-Силистра е с обща дължина 112,9 km (неелектрифицирана) и се експлоатира от руски дизелови локомотиви серия 07 и немски дизелови мотриси „Сименс Дезиро“. По линията са разположени 19 гари и спирки: Силистра – Калипертово – Бръчма – Алфатар – Климатично училище – Межден – Дулово – Черник – Руйно – Безименна – Тодорово – Китанчево – Исперих – Голям Поровец – Бърдоква – Богданци – Голяма вода – Хърсово – Самуил.
Градът е свързан с Русе и столицата посредством директен нощен влак.

#### Речен транспорт
- Фериботен терминал Силистра – осигурява връзката на България и Румъния, в района между Силистра и Кълъраш, за превоз на тежкотоварните камиони през река Дунав.
- Пристанище „Силистра“ – от 28 ноември 2009 г. между Силистра и Кълъраш започва да работи водно такси, като публично-частно партньорство между общините в двата града и местния бизнес. Моторната лодка превозва до 7 пътници за 20 мин. и се движи по график или по поръчка. Еднопосочният билет е 5 евро, този тип връзка с Кълъраш не функционира. В момента в напреднал етап на строителство са два електрически катамарана, които ще осъществяват превоза на туристи междуу двата града. Предстои и обновяване на пътническото пристанище и откриване на нова речна гара.
- Пристанище „Поларис-8“ – за обработка на генерални и насипни товари,[18] собственост на едноименното търговско дружество с предмет на дейност добив, преработка и реализация на инертни материали и корабен транспорт по река Дунав до пристанища в България, Румъния, Украйна и Сърбия.
- Пристанище „Силистра - Лесил“ – товарно пристанище в град Силистра[19] за обработка на генерални и насипни товари, швартоване, снабдяване на корабите с вода и електрическа енергия, приемане, събиране и временно съхранение на отпадъци. Има връзка с републиканската железопътна мрежа.[18]
- Пристанище „Ийст Пойнт - Силистра“ – за обслужване на пътници, обработка на поща, снабдяване на корабите с вода и електрическа енергия.[18]
- Пристанище „АДМ Силистра“ – най-голямото зърнено товарно речно пристанище в Силистра и България, за товаро-разтоварване и съхранение на товари, с капацитет 20 000 тона.
- Пристанище „Порт Марлин“ – новоизграждащо се мултифункционално пристанище, между „Силистра – Лесил“ и „АДМ Силистра“, за обработка и съхранение на широк спектър от товари за транспортиране по Дунав. Порт Марлин ще се превърне в най-голямото пристанище в град Силистра и от българската страна на Дунав, с капацитет на товаро-разтоварване 7000 тона на ден и съхранине на 200 000 тона товари.

#### Въздушен транспорт
- Летище Силистра се намира в землището на Полковник Ламбриново спада към т.нар. малки летища на България. Предназначено е за вътрешни и международни полети за превоз на пътници и товари, както и за полети на селскостопанската авиация. Има и военна част, предназначена за съхраняване на бойни самолети. Намира се на около 13 км югозападно от Силистра. Пистата е дълга 2,5 km. Собствеността на летището е държавна. Със заповед РД 08.1181 от 6 декември 1999 г. на министъра на транспорта летище Силистра се закрива. Възможност за възстановяване на летището по предназначение е предоставянето му за ползване в съответствие със Закона за концесиите. През 2021 г. е представен проект за изграждане на фотоволтаичен парк на част от землището на летището. През 2023 г. той е закупен от друга фирма и подобрен, като се предвижда да се използва цялата територия на летищния комплекс, за изграждането на най-голямата фотоволтаична централа (ФЕЦ) в България.
- Хелипорт на хотел „Дръстър“
- Летище „Ребус“ Архив на оригинала от 2021-05-20 в Wayback Machine.

## Образование

### Висши училища
- Русенски университет „Ангел Кънчев“ – Филиал Силистра

### Гимназии
- Езикова гимназия „Пейо Яворов“
- Природоматематическа гимназия „Св. Климент Охридски“
- Професионална земеделска гимназия „Добруджа“
- Професионална гимназия по лека промишленост „Пенчо Славейков“
- Професионална гимназия по механотехника „Владимир Комаров“
- Професионална гимназия по стопанско управление, администрация и услуги „Атанас Буров“
- Професионална гимназия по производствени технологии „Евлогий Георгиев“
- Професионална гимназия по строителство „Пеньо Пенев“

### Основни и средни училища
- ОУ „Отец Паисий“
- ОУ „Иван Вазов“
- ОУ „Св. св. Кирил и Методий“
- ОУ „Христо Ботев“ – Айдемир
- ОУ „Св. св. Кирил и Методий“ – Калипетрово
- СУ „Никола Йонков Вапцаров“
- СУ „Юрий Гагарин“
- Общинско спортно училище (ОСУ) „Дръстър“
- Градско помощно училище „Софроний Врачански“

## Медии
Регионални медии
- „Дръстър Медия Груп“
- „Портал Силистра“
- „Кворум Силистра“

Регионални вестници
- „Силистра ПРЕС“

Регионални радиостанции
- Радио „Менес“ – от 4 януари 1993 г. до април 2013 г.
- Радио „Мелодия“
- Радио „Веселина“
- Радио „Фокус“
- Радио „Дарик“
- Радио Energy
- Радион Kiss FM
- Радио „Хоризонт“
- БНР

През годините без разрешително в Силистра са предавали и други радиостанции – най-дълго от които „ДАГА“ 98.9 MHz, HitMix 103.6 MHz и Fantastic 102.4 MHz. В определени периоди на тяхното съществуване те са имали по-голяма популярност сред населението от „Менес“ и „Мелодия“, поради факта, че са пускали по-добре подбрана музика и са предавали с по-добро качество на звука. Неколкократно КРС е правило опити за спирането им.

## Култура

### Театър и кино
- Драматично-куклен театър „Сава Доброплодни“
- Кино Latona Cinema 3D, открито през зимата на 2014, радва своите гости и зрители с най-новите филми, премиери и предпремиери
- Кино „Москва“ – използва се за отделни концертни събития, театрални постановки и други подобни мероприятия

### Библиотека
- Регионална библиотека „Партений Павлович“ – Силистра
- Регионална библиотека „Партений Павлович“ – Филиал

### Музеи и галерии
- Регионален исторически музей Силистра. Намира се в централната част на града, като разполага с небогата, но добре подредена изложба на древни антични експонати от региона. В рамките на 30 – 40 минути може да се потопите в историята на региона, да се запознаете с културата на римските, славянските и българските обитатели на Силистра. Музеят е сред 100-те национални туристически обекта.
- Художествена галерия. Помещава се в една от най-красивите сгради в Силистра – бившето Педагогическо училище, строено в началото на XX век. Галерията има интересна експозиция от най-вече местни художници.
- Крепост Меджиди табия. До 1989 година в крепостта е съществувала музейна експозиция към Регионалния исторически музей. След дълги години на разруха крепостта е дадена за стопанисване на ЕТ „Валентин Петков“, който с лични средства възстановява музейната част на крепостта и разполага в нея неговата лична сбирка от снимки, карти, униформи, хладни и огнестрелни оръжия. В сбирката има материали от 7 поредни войни в рамките на почти цял век – от Кримската война (1850-те години) до Втората световна война (1940-те години).
- Природонаучен музей Сребърна при биосферен резерват „Сребърна“. Притежава експозиция от препарирани обитатели на резервата. От музея могат да се наблюдават птиците в резервата. Поставена е видеокамера в сърцето на блатото, където гнездят пеликаните и чрез видеовръзка картината и звуците се предават на екран в музея. Около резервата е направена екопътека, като на известно разстояние по нея са построени беседки за отмора и наблюдателни площадки, откъдето могат да се наблюдават птиците. Сребърна е сред Националното природно и културно наследство на ЮНЕСКО и Стоте национални туристически обекта на Българския туристически съюз, има печат. Работното време на музея е от 8:00 до 18:00 ч. от 1 април до 30 септември без почивен ден. Безплатен ден за посещения е четвъртък. Работното време от 1 октомври до 30 март е от 8:00 до 16:00 ч. Телефон: 086 77 24 69.
- Етнографски музей Силистра. Открит е 1967 г. и е част от структурата на Регионален исторически музей Силистра. Разположен е в двуетажна сграда, строена в средата на XIX век. Експозицията е разположена на площ от 300 кв.м., представяща бита, поминъка, материалната и духовна култура на населението от Силистренски регион от средата на XIX век до 40-те години на XX век.

### Други културни домове
- Народно читалище „Доростол“ – Създадено на 1 септември 1870 година от видния просветен деец Сава Доброплодни. През 1894 година е основан смесен хор „Седянка“, чиито първи диригент е чешкият музикален педагог Карел Махан. На 22 юни 1908 година е създадено музикалното дружество „Седянка“, а две години по-късно е и първото издание Събора на хоровете от крайдунавските градове. През 1948 година се изнася първия оперетен спектакъл, под диригентството на Пенчо Пеев, а в 1959 година е положено началото на музикалното обучение в гр. Силистра – създава се Детската музикална школа при Читалище „Доростол“. През 1960 година НЧ „Доростол“ е обявено за образцово читалище и получава висока държавна награда – Св. св. Кирил и Методий (орден) – I степен. Пет години по-късно е основан детският хор „Дунавски славеи“ с диригент Стоян Чешмеджиев, който за кратък период от време става един от водещите състави на Читалището. През 1966 година е създаден Ансамбъл за народни песни и танци „Силистра“, чиито първи ръководители са Станю Бенев и Стоил Енчев, а за да има приемственост малко по-късно е основан и Детски танцов ансамбъл „Добруджанче“.
- Регионална библиотека „Партений Павлович“. Създадена е през 1959 г. с библиотечен фонд от 26 095 библиотечни единици, които днес вече са 298 347. На 26 май 1981 г. – в чест на 1300-годишнината на основаването на българската държава, на библиотеката тържествено е дадено името на първия възрожденски светски писател, родом от Силистра, Партений Павлович. На 31 май 1984 г. по случай 25-ата ѝ годишнина библиотеката е наградена със Св. св. Кирил и Методий (орден) – I степен.

### Редовни събития
Денят на Силистра се отбелязва от 1992 г. на църковния празник Кръстовден (14 септември). В седмицата на празника се провежда и фестивала на града.
На 1 юни в Дунавския парк се провежда детски празник „В света на приключението“.

## Спорт
Всяка година на празника на града на Кръстовден (14 септември) смели доброволци се заемат със задачата да преплуват Дунава – от силистренския до румънския бряг на реката.
На 3 – 4 май се организира ветроходна регата в памет на капитан Коста Павлов, в която вземат участие смелчаци, които се борят с 2 природни стихии – вятър и вода. На 29 юни се организира Гребна регата.
Футболният клуб на Силистра е „Доростол (Силистра)“.
Баскетболният клуб на Силистра е „Доростол (Силистра)“, чийто отбор за момичета до 12 г. става републикански шампион през 2008 г.
Волейболният клуб „Доростол 2014“ през 2016 се класират за НВЛ – Висша лига по волейбол.
В Силистра функционират следните спортни клубове:
1. СК по лека атлетика „Доросторум“
2. СК по баскетбол „Доростол“
3. СК по плуване „Спирала“
4. СК по спортна стрелба „Снайпер 92“
5. СК по стрелба с лък „Динамикс“
6. ССКЕ „Багаин“
7. СК по борба „Добруджански юнак 96“
8. СК по лека атлетика „Олимп-97“
9. Карате клуб „Шото-Витяз“
10. Карате клуб „Славия-Истър“
11. СК по шахмат „Силистра“
12. СК по джудо „Доростол“
13. Карате клуб „Киокушин“
14. СНЦ „Дунавски клуб“
15. ПФК „Доростол 2003“
16. АФК „Дуросторум“
17. ВК „Елит“
18. СК по американски футбол „Силистра Стелиънс“
19. Ученическа спортна школа
20. ВК „Доростол 2014“
21. Клуб по приложно колоездене и пътна безопасност към Младежки дом гр. Силистра

## Забележителности
Силистра е един от най-старите български градове, с много богата и древна история. Създаден е преди около 2400 години като римската крепост Дуросторум.
В областта има много римски останки. Тук се намира една от най-ценните в Европа късноантична гробница с древни стенописи от IV век. Днес следите от древното минало са експонирани в самия център на града в архитектурно–археологическия резерват „Дуросторум – Дръстър – Силистра“ с разкритата „Патриаршеска базилика“ на патриарх Дамян – първият български патриарх. Базиликата е първата патриаршеска църква в българската държава и втора по големина в страната.
На един от най-красивите хълмове край Силистра е издигната „Меджиди Табия“ – добре запазена турска отбранителна крепост, датираща от 1847 г. Уникалното при нея са подземните тунели, които стигат от хълма до ключови места в другия край на града.
В околностите на Силистра (с. Сребърна) се намира резерватът Сребърна – сред най-ценните резервати в страната, където могат да се видят колонии от пеликани, които летуват там всяка година, както и голяма колекция от препарирани животни. Могат да се слушат и уникални звуци от фауната на местността по време на обиколка из сградата на резервата.

### Архитектурни
| Обект                      | Описание | Снимка |
| -------------------------- | --- | ------ |
| Крепостта „Дуросторум“     | Силистра – античният Дуросторум, известен в историята още като Доростол, Диристър, Дристра, Дръстър – е град с близо 2000-годишна история. За пръв път името Дуросторум (в превод „яка, силна крепост“) се споменава от римския историк Дион Касий във връзка с преместването на седалището на XI Клавдиев легион от Панония в Дуросторум през 105 г. сл. Хр. от император Траян. Това става след края на войните, които Траян води срещу даките в периода 101 – 102 г. сл. Хр. |        |
| Крепостта „Меджиди Табия“  | Меджиди табия е крепост, намираща се южно от Силистра, част от османската фортификационна система, използвана по време на Кримската война (1853 – 1856) и Руско-турската война от 1877 – 1878 г. Част е от Стоте национални туристически обекта. Тя е най-добре запазеното от шестте съоръжения в системата. |        |
| Римска вила от II – IV век | Недалече от центъра на античния Дуросторум, през II век е построена голяма градска вила – villa urbana, обитавана от заможна римска аристократична фамилия. През III – IV в. е разширявана и достроявана. При готските нашествия в края на III в. или в средата на IV в. вилата, както и Дуросторум, са разрушени и опожарени. С възстановяването на града към края на IV в. върху руините ѝ е издигната внушителна масивна обществена сграда (17 × 20 m) с официална зала, допълнена с апсида и странични помещения. Планът на тази обществена постройка следва архитектурните и строителни принципи на резиденциите на градските управители и епископи. |        |
| Художествена галерия       | Художествена галерия, Силистра. Строена за сграда на Педагогическото наследство в града в периода 1890 – 1891 г. Архитектурният стил е „Късен Сецесион“. През 1920 – 1940 г. по времена румънското управление е Административна палата на Силистра. Понастоящем в сградата се помещава Художествената галерия. |        |

### Природни
| Обект                 | Описание | Снимка |
| --------------------- | --- | ------ |
| Резерватът „Сребърна“ | „Сребърна“ е поддържан биосферен резерват, разположен край село Сребърна, на 16 km западно от Силистра и на 2 km южно от Дунав. Той обхваща езерото Сребърна и неговите околности. Намира се на главното миграционно трасе на прелетните птици между Европа и Африка, наречено Via Pontica. Местността е обявена за резерват през 1948 г. и има охраняема площ от около 600 хектара, както и буферна зона от около 540 хектара. |        |
| „Дунавска градина“    | Дунавската градина е първият обществен и дунавски парк в страната. Той е прекрасно място за отдих с чудесна гледка към река Дунав и множество места за игра на малките деца. В него можете да намерите някои дървесни видове, които са уникални по рода си и са защитени. Те са отбелязани с табелки, за да се различават от останалите растения в градината. В парка също можете да намерите прекрасният хотел „Дръстър“, който разполага с басейн, в който хората се разхлаждат през летните жеги. Дунавската градина определено си заслужава да бъде видяна. |        |

- В Силистра се намират следните забележителности от Стоте национални туристически обекта на Българския туристически съюз:

- Регионален исторически музей, Силистра, 09:00 – 12:00 часа и 12:30 – 17:30 часа, почивен ден неделя и понеделник, има печат на БТС;
- Крепост „Меджиди табия“ без почивен ден; лятно време – 8:30 – 20:00 зимно време – 8:30 – 17:00, 086/820269.

### Паметници
- Васил Левски
- Паисий Хилендарски
- Дочо Михайлов
- Климент Охридски
- Цар Борис III
- Георги Мамарчев
- Стефан Караджа
- Гено Чолаков
- Сава Доброплодни
- Георги Калчев
- Пеньо Пенев
- Лев Толстой
- 31 полк
- Първи събор на хоровете от крайдунавските градове
- 25 години от 9.IX.1944
- 1800 години Силистра

## Известни личности
Родени в Силистра
- Флавий Аеций (396 – 454), военачалник, три пъти консул на Западната Римска империя, победил Атила в битката при Каталунските полета;
- Димитра Киевска (1810 – 1878), украинска светица
- Димитър Бучков (р. 1931), инженер
- Стоян Кирилов Мутафов (1931 – 2013) архитект
- Христо Иванов Димитров (1963 – 2001), политик, Народен представител в XXXVIII НС
- проф. д-р Георги Едрев, лекар УНГ и университетски преподавател
- проф. д-р Евелин Обретенов, гръден хирург и университетски преподавател
- Йълдъз Ибрахимова (р. 1952), певица
- Денислав Калчев (р. 1973), плувец
- Веселин Суров, световен шампион по водно спасяване, треньор на Националния отбор по плуване
- Павел Метеоров (1900 – 1977), скулптор
- Хетко Николов (1941 – 1988), композитор на поп музика
- Веселин Методиев (р. 1957), политик
- Кръстьо Кръстев (1900 – 1969), български физик
- Капитан дядо Никола (? – 1856), революционер
- Георги Овчаров (1889 – 1953), архитект
- Николай Николаев (актьор) (1940 - 2018), актьор
- Орфи (1943 – 1999), илюзионист
- Партений Павлович (1695 – 1760), книжовник
- Венцислав Спасов (р. 1963), футболист
- Филиз Хюсменова (р. 1966), политик
- Владислав Карамфилов (Влади Въргала) (р. 1967), актьор
- Аврам Шарон (р. 1943), израелски дипломат
- Петя Илиева (р. 1974), балерина
- Първан Боянов (1880 – ?), бивш кмет на Варна
- Монислава Недева (Мона) (р. 1992), певица и актриса
- Ели Раданова, певица
- Йордан Марков (р. 1993), поп певец
- Маскота (р.1980), диджей
- Валерий Тодоров (р.1956), журналист

Починали в Силистра
- Елиезер Папо (? – 1829), равин

Други
- Христина Христова (Тита) – певица
- Луи Айер (1865 – 1916), педагог, преподава в града през 1903 – 1909 г.
- Стефан Аврамов (1862 – 1906), революционер, педагог, журналист, директор на Педагогическото училище през 1898 – 1905
- Цанко Церковски (1869 – 1926), писател, завършва Педагогическото училище през 1891 г.
- Иван Дочев (1906 – 2005), кмет през 1941 – 1943 г.
- Симеон Нинев (Дядо Симо), войвода на ВМОК, живял в града
- Иван Стоянов, български революционер от ВМОРО, четник на Тане Николов [20]

## Любопитно
Силистра (и предишните ѝ имена) може да се свърже също и с:
- улиците „Доростол“ (Карта) и „Дръстър“ (Карта) в квартал „Факултета“ в София
- улица „Силистра“ в гр. София
- улица „Силистра“ в гр. Варна
- квартал „Дристор“ в гр. Букурещ, Румъния – (от Дръстър)
- връх Силистра в Антарктида
- име на планета от книгата на Джанет Морис High Couch of Silistra
- „Корабите на Дуросторум“ – книга на Кенет Бълмър